# Zaratamo
Zaratamo város Spanyolországban,  Bizkaia tartományban. Zaratamo Arrigorriaga, Basauri, Galdakao és Zeberio községekkel határos. Lakosainak száma 1611 fő (2024).

## Népesség
A település népessége az utóbbi években az alábbiak szerint változott:
| Lakosok száma | 1695 | 1647 | 1687 | 1735 | 1663 | 1652 | 1609 | 1614 | 1628 | 1611 |
|               | 2001 | 2004 | 2007 | 2009 | 2012 | 2014 | 2017 | 2019 | 2022 | 2024 |